# Cirrhaea loddigesii
Cirrhaea loddigesii là một loài lan.

## Hình ảnh

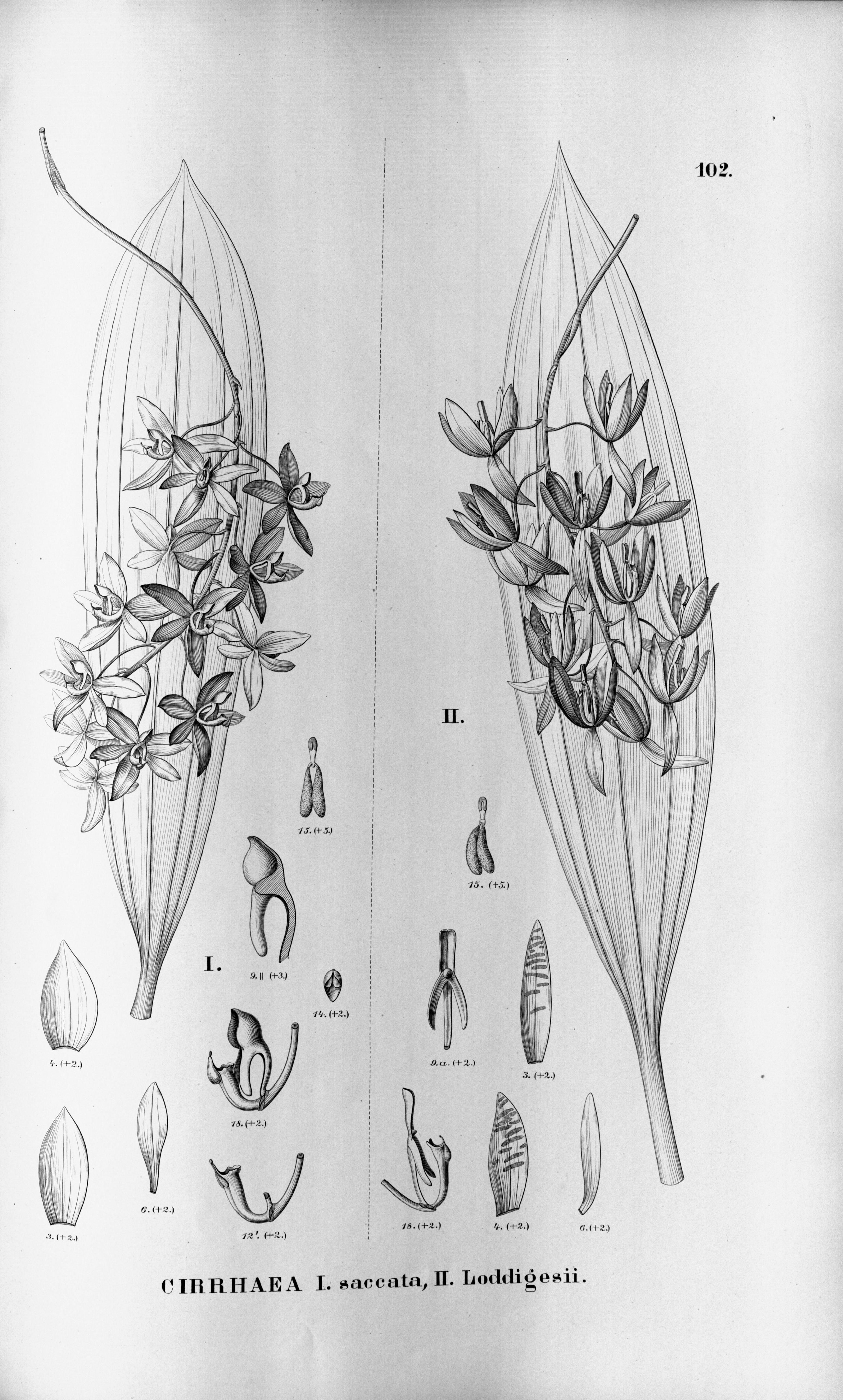
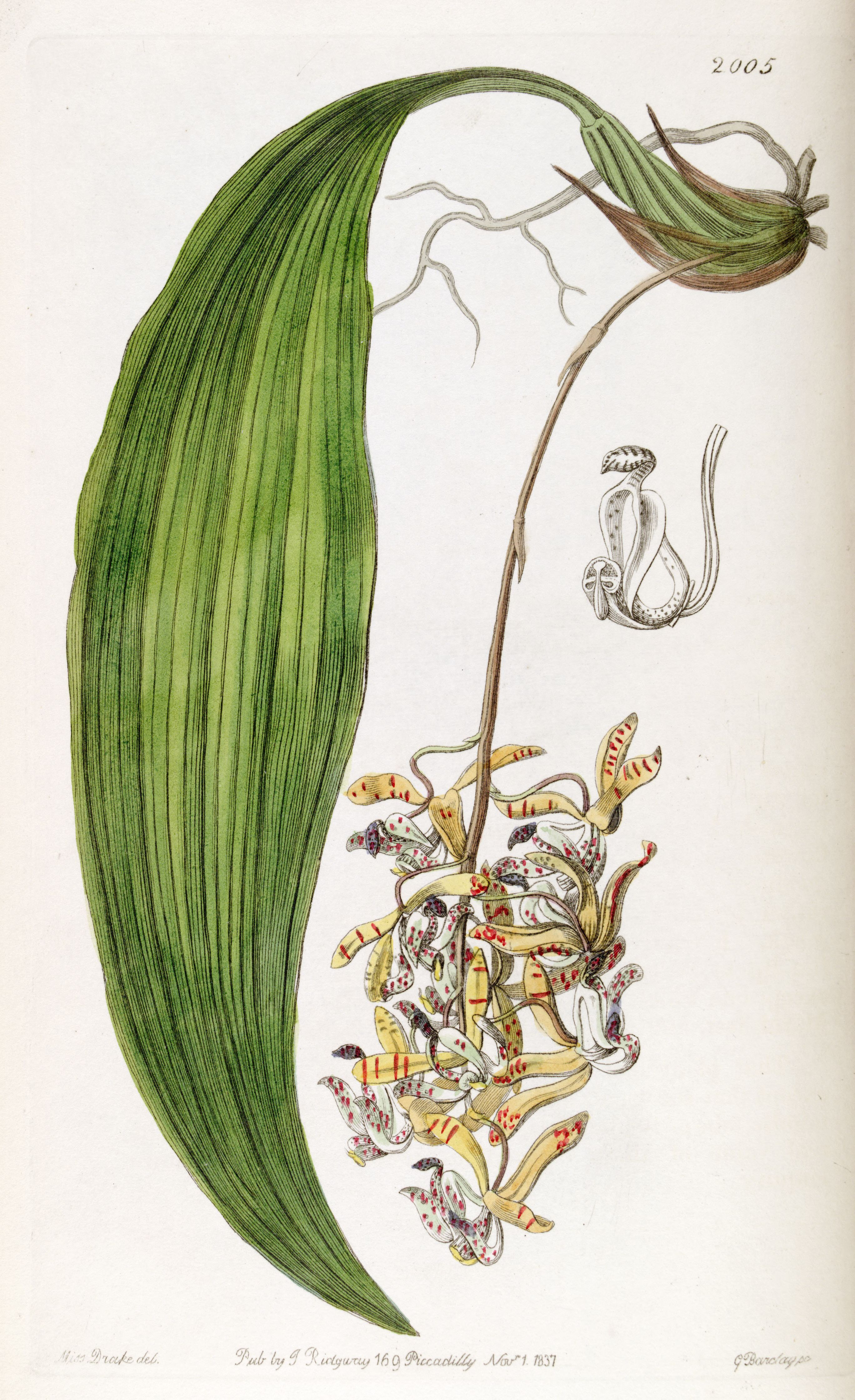
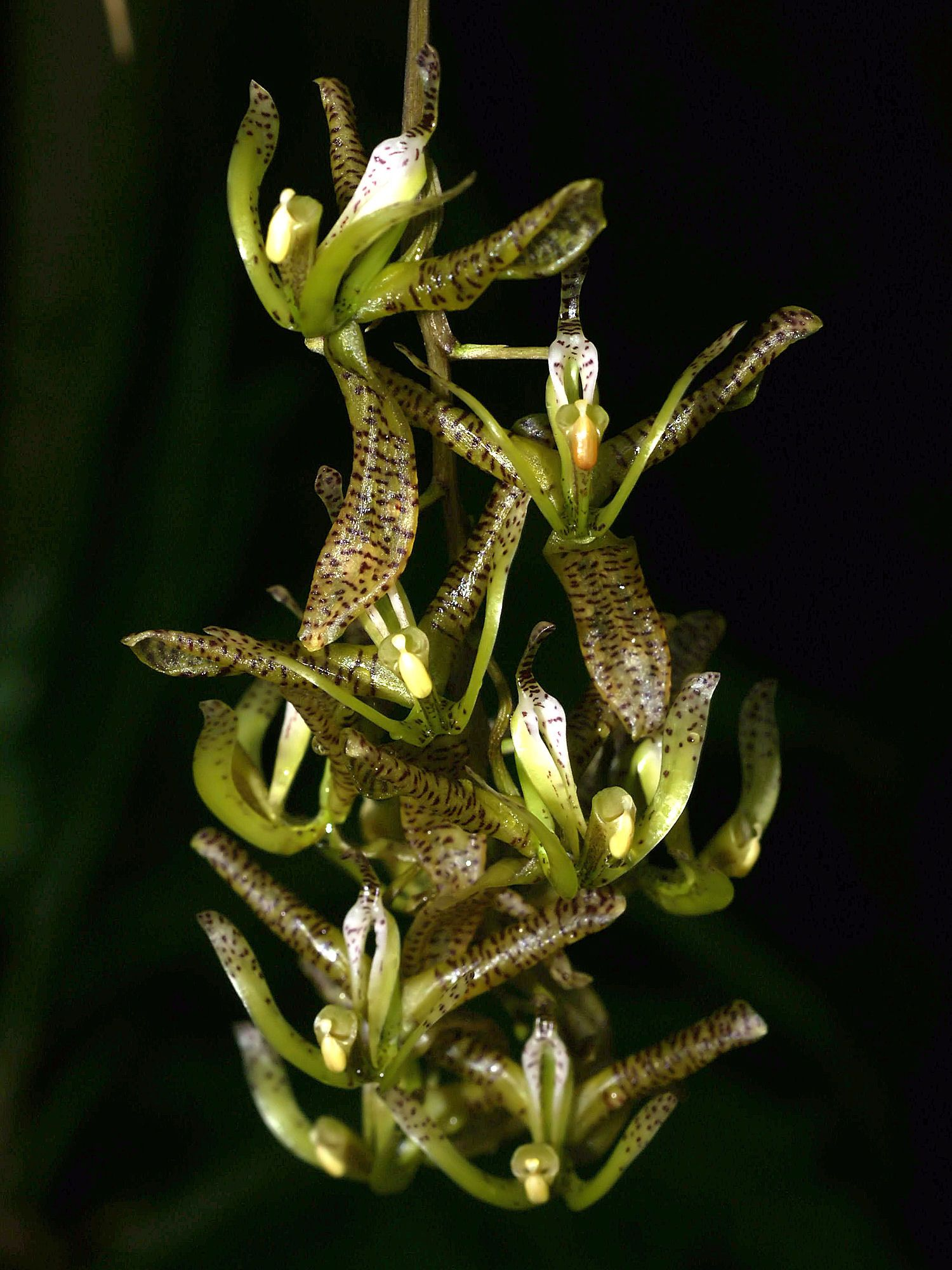
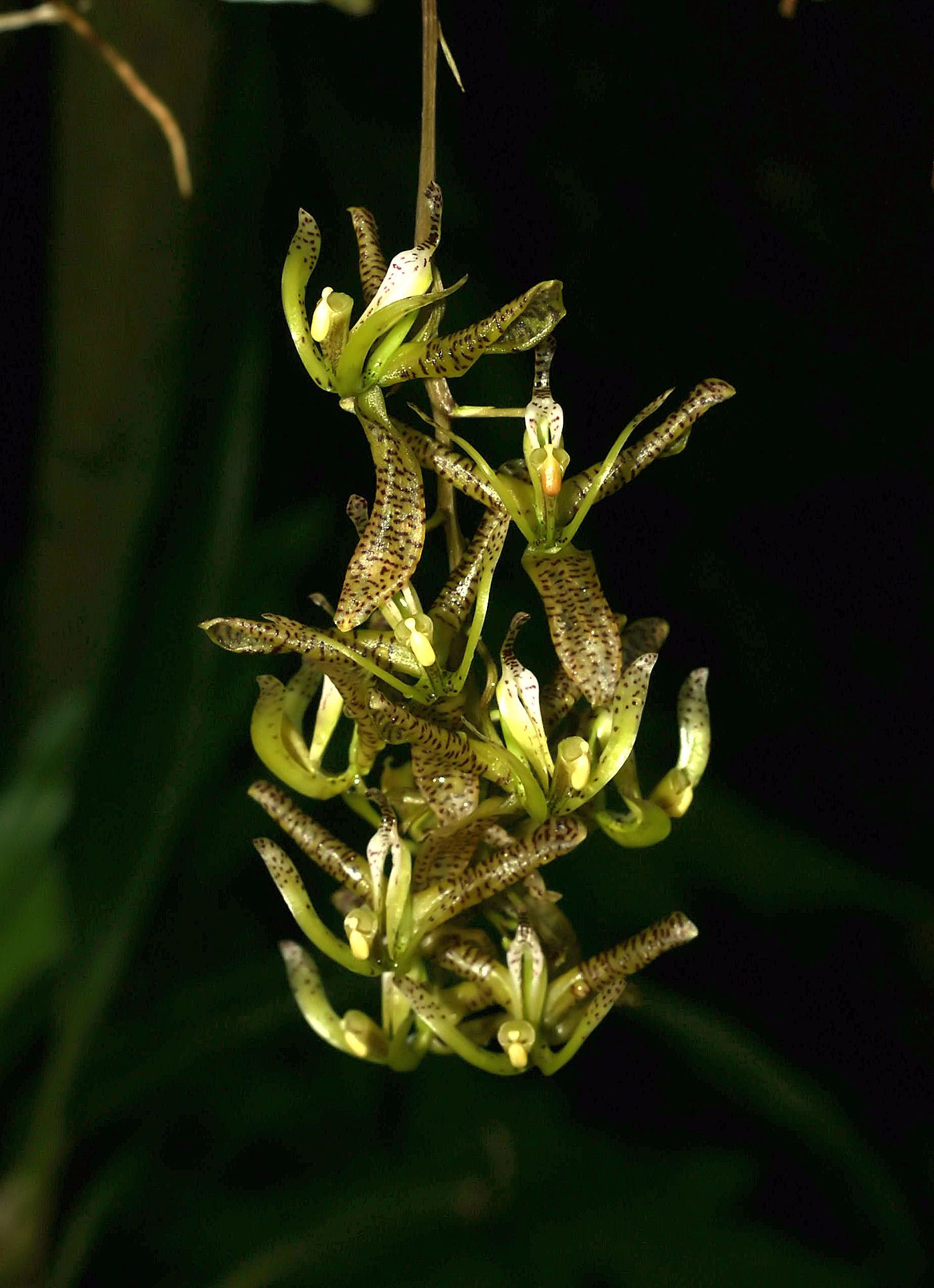